# Oxyceros jasminiflorus
Oxyceros jasminiflorus är en måreväxtart som först beskrevs av Spencer Le Marchant Moore, och fick sitt nu gällande namn av Colin Ernest Ridsdale. Oxyceros jasminiflorus ingår i släktet Oxyceros och familjen måreväxter.
Artens utbredningsområde är Sumatera. Inga underarter finns listade i Catalogue of Life.